# George H. Hand
George Harper Hand (* 9. August 1837 in Akron, Ohio; † 10. März 1891 in Pierre, South Dakota) war ein US-amerikanischer Jurist, Soldat und Politiker.

## Werdegang
George Harper Hand wurde 1837 im Summit County geboren. Seine Kindheit war von der Wirtschaftskrise von 1837 überschattet und die Folgejahre vom Mexikanisch-Amerikanischen Krieg. Er studierte Jura und praktizierte als Anwalt. Während des Sezessionskrieges diente er 1864 in der Unionsheer und war Teil der Chicago Board of Trade Battery.
Im Jahr 1865 zog er in das Dakota-Territorium und ließ sich in Yankton nieder, dem Verwaltungssitz vom Yankton County. Zwei Jahre später wurde er zum United States Attorney für das Dakota-Territorium ernannt. Er bekleidete den Posten von 1866 bis 1869. Später arbeitete er als Register im Grundbuchamt. Von 1874 bis 1883 war er Secretary of State vom Dakota-Territorium. Während dieser Zeit konnte der Territorialgouverneur vom Dakota-Territorium William Alanson Howard wegen gesundheitlicher Probleme von 1879 bis zu seinem Tod im April 1880 sein Amt nicht ausüben. Daher fungierte Hand bis zu der Ernennung dessen Nachfolgers Nehemiah G. Ordway im Juni 1880 beinahe ein Jahr lang als kommissarischer Territorialgouverneur vom Dakota-Territorium.
Nach dem Ende seiner Amtszeit nahm er eine Anstellung als Rechtsbeistand (Counsel) bei der Northwestern Railway an verantwortlich für das Dakota-Territorium – ein Posten, welchen er bis zu seinemn Tod im Jahr 1891 ausübte, als er eine Session der State Legislature in Pierre besuchte.
Mit seiner Ehefrau Helen K. († 1924) hatte er eine Tochter namens Helen Josephine „Josie“ (1861–1932). Sie wurde in McGregor (Iowa) geboren.

## Ehrungen
- Das Hand County in South Dakota wurde nach ihm zur Ehren benannt.